# John Dykstra
John Charles Dykstra, A.S.C. nascut el 3 de juny de 1947) és un artista d'efectes especials estatunidenc, pioner en el desenvolupament de l'ús d'ordinadorss en la realització de cinema i guanyador de tres Premis Oscar, entre molts altres premis i premis. Va ser un dels empleats originals de Industrial Light & Magic, la divisió d'efectes especialss i gràfics per ordinador de Lucasfilm. És conegut com el protagonista d'efectes especials de l'original Star Wars, ajudant a portar les imatges originals per les espases de llum, batalles espacials entre X-wings i TIE fighters, i els poders de la Força a la pantalla. També va dirigir efectes especials en moltes altres pel·lícules, com ara Batman Forever, Batman i Robin, Stuart Little, X-Men: First Class, Spider-Man i Spider-Man 2.

## Educació i primers anys
Dykstra va néixer a Long Beach (Califòrnia). Després d'estudiar disseny industrial a la California State University, Long Beach (on era membre de la fraternitat Phi Kappa Tau), el 1971 va aconseguir una feina treballant amb Douglas Trumbull a Silent Running els efectes del model de rodatge, quan Trumbull va contractar graduats universitaris recents a causa del baix pressupost de la pel·lícula.

## Star Wars
L'any 1975, quan George Lucas estava reclutant gent per al treball d'efectes especials a Star Wars, es va acostar a Douglas Trumbull, però no estava disponible perquè estava a punt de fer-ho. començar a treballar a Encontres a la tercera fase de Steven Spielberg. Trumbull va assenyalar Lucas cap a Dykstra. Lucas va formar la seva pròpia companyia d'efectes especials, Industrial Light & Magic (ILM), amb seu a un magatzem a Van Nuys, i va nomenar Dykstra per supervisar el nou equip. Això va portar al desenvolupament de la càmera controlada pel moviment Dykstraflex, que va permetre produir molts dels efectes innovadors de la pel·lícula. El sistema va ser possible gràcies a la disponibilitat de circuit integrat RAM comercials a un cost relativament baix i càmeres VistaVision de segona mà.
No obstant això, van sorgir tensions entre Dykstra i Lucas, que es queixava que es va gastar massa temps i diners en el desenvolupament dels sistemes de càmeres digitals i que l'equip d'efectes no va lliurar totes les preses que havia desitjat, fet que va fer que la producció s'executés tard. Segons els informes, aquestes tensions culminarien amb l'acomiadament de Dykstra d'ILM després del retorn de Lucas de la fotografia principal a Londres. Independentment, després de l'estrena de Star Wars, Dykstra i el seu equip va guanyar els Premis Oscar als millors efectes especials i èxit tècnic especial.

## Battlestar Galactica
Després de Star Wars, Dykstra va començar a treballar a Battlestar Galactica per a Universal Studios. Supervisant els efectes especials de l'episodi pilot de tres hores (que també es va estrenar a les sales de cinema), Dykstra va formar la seva pròpia companyia d'efectes anomenada Apogee, Inc. que incloïa diversos empleats d'ILM que havien treballat a Star Wars. Dykstra també va rebre un crèdit de productor pel pilot de la sèrie de televisió. Com que Universal va optar per convertir Galactica en una sèrie setmanal, moltes de les preses d'efectes de Dykstra van ser reciclades i utilitzades repetidament al llarg de la temporada única de l'espectacle.
Després de l'emissió de Galactica, Lucas i 20th Century Fox van iniciar procediments legals contra Universal al·legant que havien plagiat Star Wars, una qüestió que no va ajudar els efectes i els estils de disseny similars (l'artista Ralph McQuarrie també va contribuir a Galactica). Lucas també estava descontent perquè Dykstra utilitzava l'equip (que havia estat desenvolupat i pagat amb el pressupost de Star Wars) en una producció que era essencialment un competidor. Quan Lucas va traslladar ILM a San Francisco des de Van Nuys per començar a treballar a The Empire Strikes Back, diversos membres de l'equip d'Apogee (incloent Richard Edlund i Dennis Muren) tornaria a ILM però Dykstra no va ser convidat a unir-s'hi. Va continuar treballant sota la seva marca Apogee i, posteriorment, va treballar en els efectes dAvalanche Express i Star Trek: The Motion Picture (en què es va reunir amb Douglas Trumbull).

## Firefoxi la dècada de 1980
El següent gran assoliment de Dykstra va ser el treball d'efectes a Firefox el 1982. Aquí, va assumir el mateix repte que Lucas s'havia plantejat amb The Empire Strikes Back de combinar efectes en miniatura amb fons reals i treballs mat sobre fons blancs mitjançant la pantalla blava inversa. La pel·lícula va obtenir més premis, però només va ser un modest èxit de taquilla.
El 1985, Dykstra va produir els efectes especials de la pel·lícula de terror de ciència-ficció Força vital que es va fer a Anglaterra. Va seguir treballant en el remake de 1986 de Invaders from Mars i La meva noia és una extraterrestre (1988). Apogee Inc també va fer els efectes de la comèdia L'esbojarrada història de les galàxies (1987).
A finals de la dècada de 1980, la Nissan Motor Company del Japó va demanar a Dykstra que treballés en efectes especials per a un comercial per a la introducció del Nissan R32 Skyline. Va afirmar en una entrevista que es va publicar abans del comercial que va treure el seu "Atles d'efectes especials" per oferir un món que "no només semblava diferent" sinó que també tenia uns "habitants molt inusuals"; el "Peix espacial". El peix espacial es pot veure seguint i examinant el nou Skyline durant l'anunci.

## Pel·lícules de còmics
A mitjans de la dècada de 1990, Dykstra va ser supervisor dels efectes especials de Batman Forever i Batman i Robin. També va ser supervisor sènior d'efectes visuals de Stuart Little. Dykstra va ser el dissenyador d'efectes visuals de les dues primeres pel·lícules de Spider-Man, i va rebre un Oscar als Millors efectes visuals pel seu treball a Spider-Man 2. Va actuar com a dissenyador d'efectes visuals a X-Men: First Class, assegurant-se que les sis companyies d'efectes implicades fessin totes les preses necessàries malgrat l'estreny calendari.

## Videojocs
El 1987, Dykstra va dirigir el videojoc en moviment complet Sewer Shark, originalment pensat per a la consola NEMO basada en VHS de Hasbro. Quan Hasbro va abandonar el projecte, el creador del sistema, Tom Zito, va adquirir els drets del joc. El 1992, Sewer Shark va ser convertit al Sega CD per Digital Pictures de Zito, i es va publicar com a títol de llançament del sistema.

## Premis Oscar

### Oscar als millors efectes visuals
- 1978 (50ns): als millors efectes visuals per Star Wars (1977), compartit amb John Stears, Richard Edlund, Grant McCune i Robert Blalack
- 2005 (77th): als millors efectes visuals per Spider-Man 2 (2004), compartit amb Scott Stokdyk, Anthony LaMolinara, i John Frazier[5]

### Un Oscar per a l'assoliment tècnic
- 1978 (50ns): "per al desenvolupament de la càmera Dykstraflex" per a Star Wars (1977), compartit amb Alvah J. Miller i Jerry Jeffress[note 1]

## Altres premis

### Premis Saturn
- 1978: als millors efectes especials per Star Wars" (1977), compartit amb John Stears
- 1980: als millors efectes especials per Star Trek: The Motion Picture (1979), compartit amb Douglas Trumbull i Richard Yuricich
- 2005: als millors efectes especials per Spider-Man 2 (2004), compartit amb Scott Stokdyk, Anthony LaMolinara i John Frazier

### Premis Primetime Emmy
- 1979: per assoliments individuals excepcionals i manualitats tècniques creatives per a l'episodi pilot (Saga of a Star World) de la sèrie de televisió Battlestar Galactica, compartida amb Richard Edlund (director de fotografia en miniatura) i Joe Goss (efectes especials mecànics)

### Hollywood Movie Awards
- 2004: per als efectes visuals de l'any per Spider-Man 2 (2004)

### Premis de cinema OFTA
- 2005: OFTA Film Award[note 2] als millors efectes visuals per "Spider-Man 2" (2004), compartit amb Scott Stokdyk, Anthony LaMolinara i John Frazier

### Premi Sitges als millors efectes especials
- 1986: Premi Caixa Catalunya als Millors Efectes Especials al XVIII Festival Internacional de Cinema Fantàstic de Sitges per Força vital (1985)[6]

### Premis Golden Satellite
- 2000: als millors efectes visuals per Stuart Little" (1999), compartit amb Jerome Chen, Henry F. Anderson III i Eric Allard

### Premis de la Societat d'Efectes Visuals
- 2007: Premi de Membre d'Honor
- 2014: Premi a tota la vida